# Martín Díez de Liatzasolo

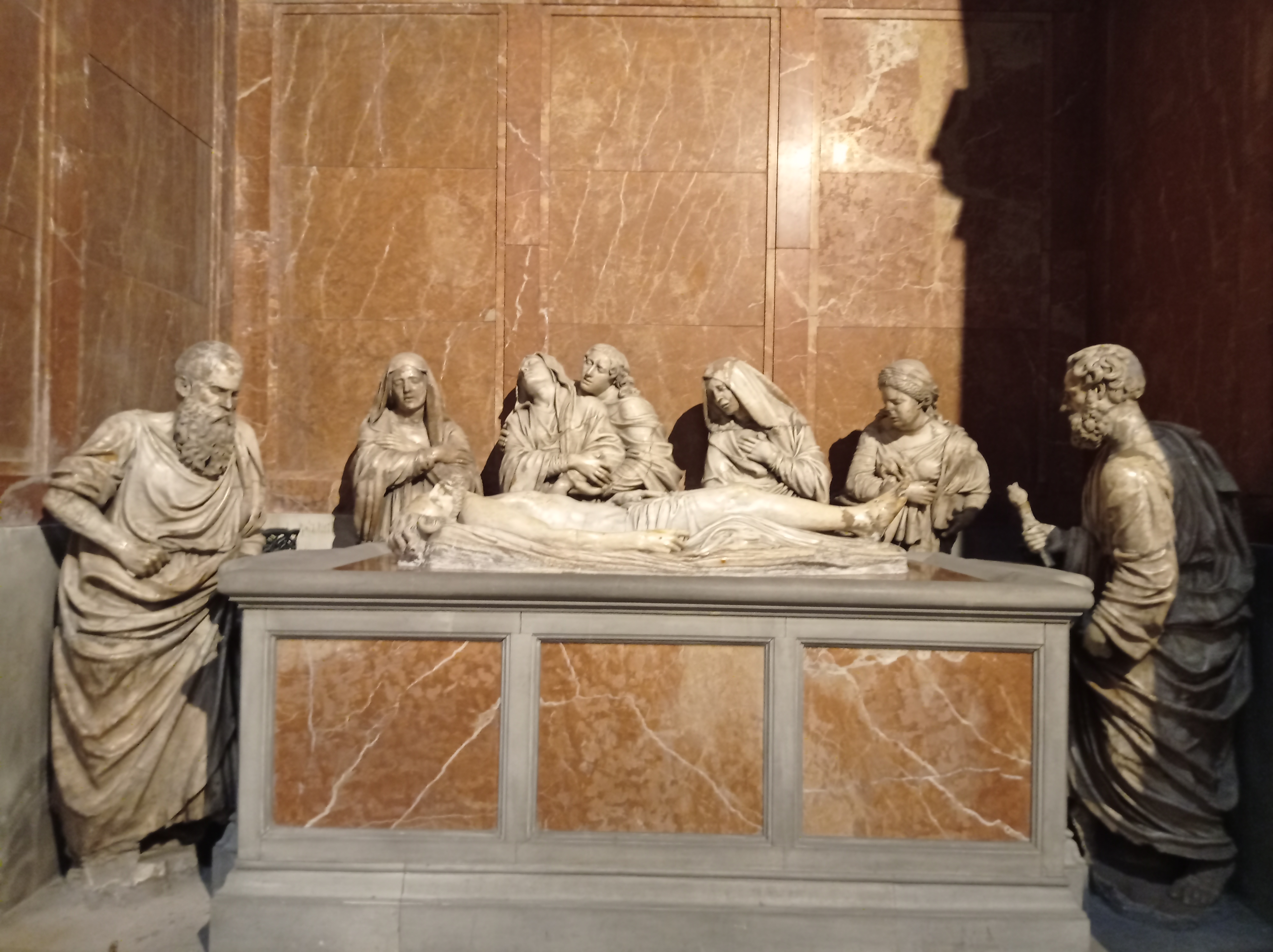
Santo Entierro, catedral del Espíritu Santo de Tarrasa

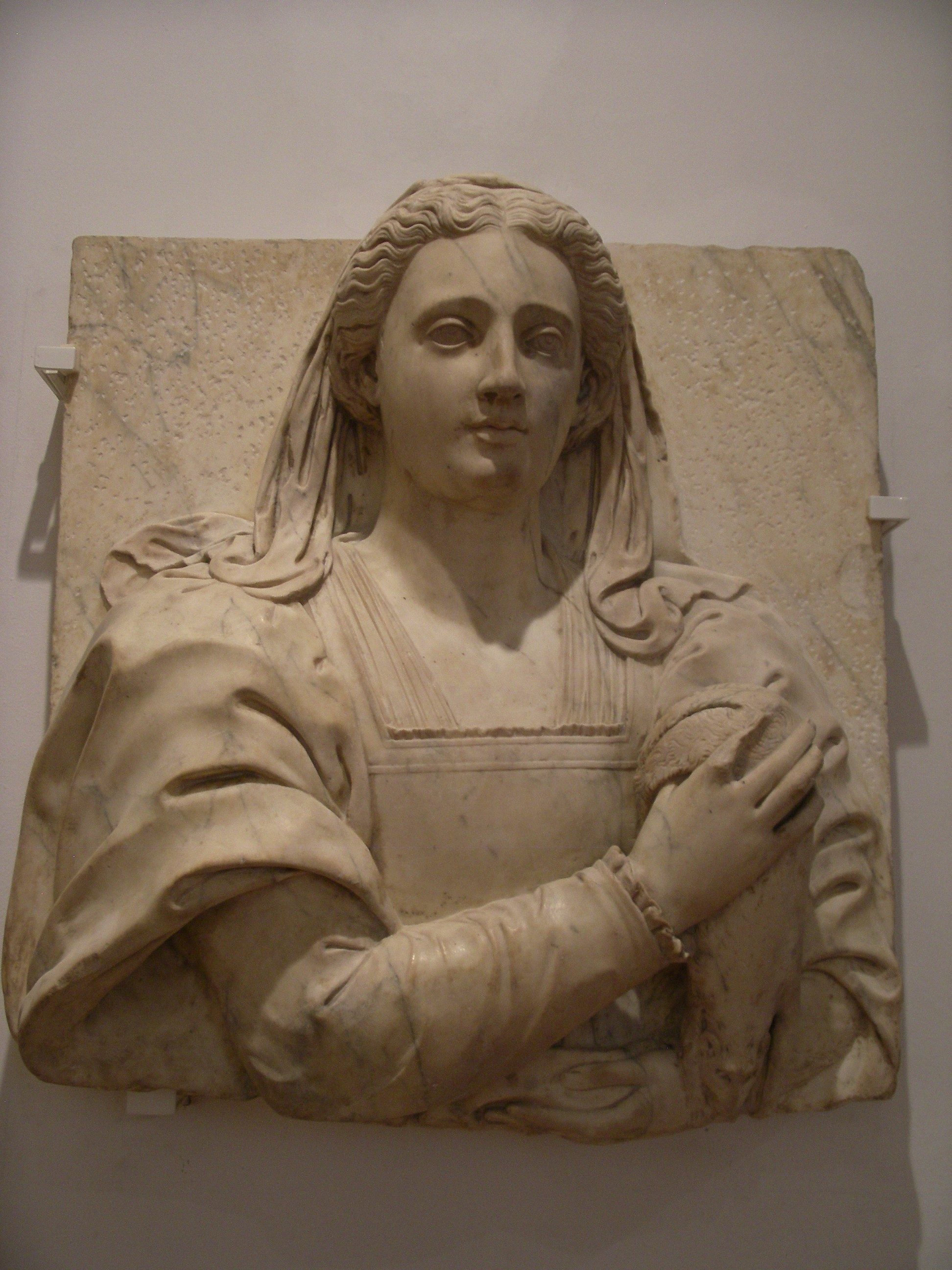
Busto por Martín Díez de Liatzasolo en el museo Marés de Barcelona.

Martín Díez de Liatzasolo (Alquiza (Guipúzcoa), circa 1500 - Barcelona, 1583) fue un escultor de origen vasco, trabajó en Zaragoza y Barcelona entre 1527 y 1578.
Nació en el caserío Liatzasoro del barrio Aldapa de Alquiza que actualmente se encuentra en ruinas.  
Formado posiblemente en Italia, visuró obras de Pedro Núñez y Enrique Fernández (1527) y el retablo de Poblet de Damián Forment (1536). Trabajó en Barcelona, Tarrasa (1539), Moncada y Reixach (1544), Sassari (1548), Castellar del Vallés (1569), Llissá de Munt (1576) y La Granada (1578).
Fue autor de los retablos de Mollet del Vallés, Dosrius y Canyamars, y el retablo mayor de Arenys de Munt, así como la imagen de la Virgen del altar mayor de Sanahuja (1543). Entre sus obras sólo se conservan el Santo Entierro en la cripta de la catedral del Espíritu Santo de Tarrasa (1539) y la Virgen de la Victoria del retablo de la capilla del Palacio Real Menor de Barcelona (1556). Se le atribuyen también la Dormición de María de la iglesia de San Miguel de Barcelona (hoy en el MNAC) y la imagen de la Virgen de Montserrat del archivo de la iglesia de los Santos Justo y Pastor de Barcelona.